# Wapping
Wapping est un district du borough londonien de Tower Hamlets, situé sur la rive nord de la Tamise au sud de la route appelée The Highway.

## Dans la culture
- Wapping est le district où Philip Pullman fait résider la principale antagoniste de Sally Lockhart dans le premier tome de la série éponyme. Il y est décrit comme un lieu crasseux et effrayant[1].